# Miguel Maura
Pour les articles homonymes, voir Maura.
Miguel Maura Gamazo, né le 13 décembre 1887 à Madrid et mort le 3 juin 1971 à Saragosse, est un homme politique espagnol.

## Biographie
Il est le fils de l'homme politique libéral mayorquin Antonio Maura. En 1916, il est élu député aux Cortes pour la circonscription d'Alicante.
D'abord partisan de la dictature de Primo de Rivera (à laquelle son père s'oppose) il évolue de positions monarchistes vers le parti de Niceto Alcalá Zamora, la Droite Libérale Républicaine, ultérieurement Parti républicain conservateur, organisations qui accordent une grande importance au catholicisme. En 1930, il fait partie du premier comité révolutionnaire républicain et signe en août l'Accord de Saint-Sébastien. Il est arrêté après l'insurrection de Jaca en décembre 1930.
Lorsque la IIe République est proclamée en avril 1931, il devient ministre de l'Intérieur dans le gouvernement provisoire de Niceto Alcalá Zamora, qui démissionne en octobre 1931 après l'approbation par les Cortès des articles de la Constitution contraires aux intérêts de l'Église catholique. Après la victoire du Front populaire en février 1936, il mène une campagne pour une « dictature nationale républicaine » capable de lutter contre les désordres apparus à ce moment.
Lors du déclenchement de la rébellion militaire en juillet 1936, le président de la République, Manuel Azaña lui propose de former un gouvernement d'union nationale (incluant les insurgés)[réf. nécessaire], mais Maura refuse (Azaña obtient ensuite l'accord de Martínez Barrio, mais c'est un échec). Se sachant recherché par les milices du Front populaire, Miguel Maura sollicite l'aide du socialiste Indalecio Prieto ; celui-ci lui fournit un avion qui l'emmène à Toulouse.
Il revient en Espagne en 1953 ; en 1962, il publie son livre Asi cayó Alfonso XIII (Ainsi est tombé Alphonse XIII).

### Liens de parenté
- L'actrice Carmen Maura (Carmen García Maura), connue, entre autres, pour son rôle d'Anne d'Autriche dans le film Louis, enfant roi, ainsi que pour ses rôles dans des films de Pedro Almodóvar est apparentée à Miguel Maura.
- Miguel Maura est un oncle maternel de Jorge Semprún (Jorge Semprún Maura)
- Miguel Maura est l'oncle d'Isabel Álvarez de Toledo y Maura, surnommée « la duchesse rouge » à la suite de la publication de son livre, la Grève (publié en français en 1970 par Grasset).